# بول هولمغرين
بول هولمغرين (بالإنجليزية: Paul Holmgren)‏ هو لاعب هوكي الجليد أمريكي، ولد في 2 ديسمبر 1955 في سانت بول في الولايات المتحدة.

## وصلات خارجية
- بول هولمغرين على موقع دوري الهوكي الوطني (الإنجليزية)
- بول هولمغرين على موقع قاعة مشاهير الهوكي (لاعب أن.إتش.أل) (الإنجليزية)
- بول هولمغرين على موقع EliteProspects.com (الإنجليزية)
- بول هولمغرين على موقع Eurohockey.com (الإنجليزية)
- بول هولمغرين على موقع HockeyDB.com (الإنجليزية)
- بول هولمغرين على موقع Hockey-Reference.com (الإنجليزية)